# Sacbé

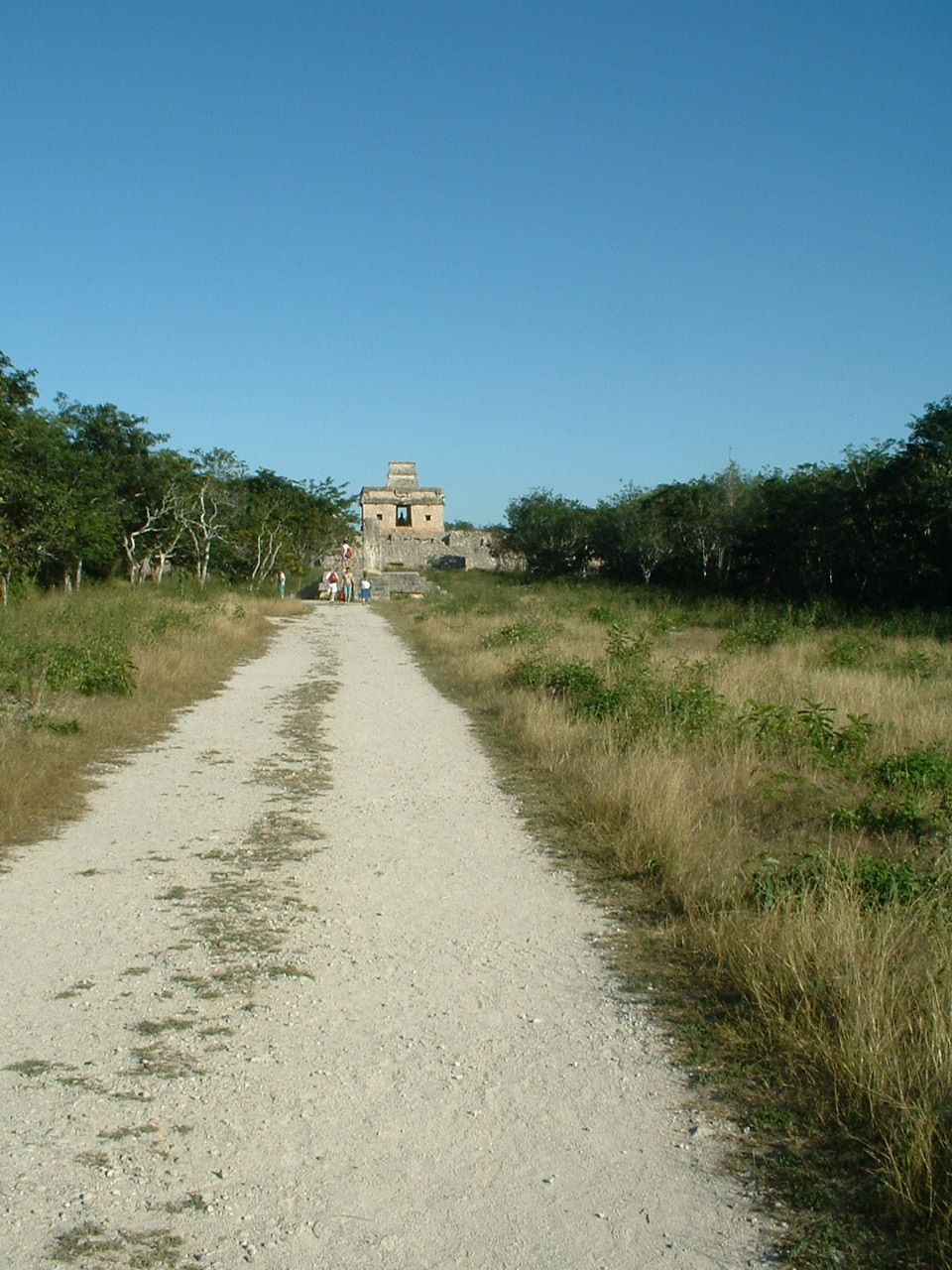
Sacbé em Dzibilchaltun, em Yucatán.

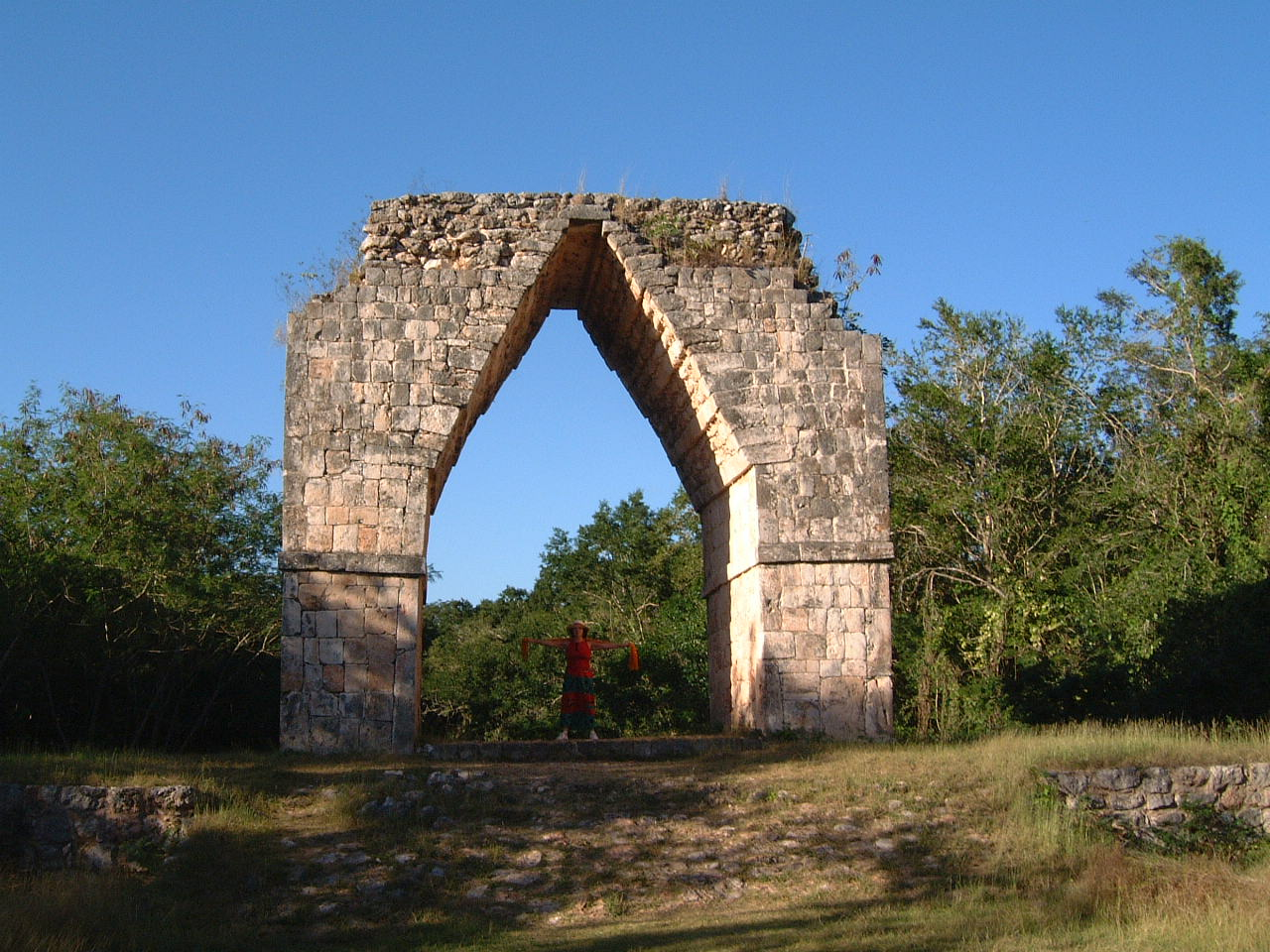
Arco no final do sacbé, Kabah, Yucatán.

Sacbé, plural sacbeob, caminhos brancos, são estradas pavimentadas elevadas construídas pela civilização maia pré-colombiana. A maioria destes caminhos liga templos, praças e grupos de estruturas no interior de centros cerimoniais de cidades, mas são também conhecidos alguns caminhos mais longos entre cidades. Sacbé é o termo iucateque para estrada branca; branca porque as pedras e os materiais de enchimento originalmente eram cobertos com estuque de cal.
Muitos sacbeob podem ser vistos pelos visitantes modernos dos sítios maias; talvez o mais conhecido seja o de Chichén Itzá que se estende desde o grupo principal próximo de El Castillo até ao Cenote Sagrado, e que todos os dias é percorrido por milhares de turistas. Poucas das estradas mais longas existem ainda na totalidade da sua extensão. Um sacbé bem conhecido liga as cidades de Uxmal e Kabah, encontrando-se as suas duas extremidades assinaladas com arcos falsos. A estrada que liga as antigas cidades de Cobá e Yaxuna, com 100 km de extensão, foi durante décadas a mais longa daquelas conhecidas pelos arqueólogos. Os restos de um caminho ainda mais longo tornaram-se recentemente objecto da atenção dos arqueólogos. Este longo sacbé aparentemente ligava Ti'ho (actual Mérida, Yucatán) ao Mar das Caraíbas, próximo de Puerto Morelos, passando por sítios como Ake e Izamal numa distância total próxima dos 300 km.
Ainda que as estradas mais longas pudessem ser usadas no comércio e nas comunicações, todos os sacbeob tinham aparentemente significado ritual e religioso. John Lloyd Stephens relatou que alguns povos maias de Iucatã ainda recitavam uma curta oração ritual quando cruzavam um sacbé no início da década de 1840, ainda que os sacbeob tivessem sido cobertos pela selva havia séculos. 
Apesar dos sacbeob de Iucatã serem os mais bem conhecidos, encontram-se documentados por toda a área maia. Aparentemente, alguns terão sido construídos no período pré-clássico e vários foram encontrados em redor de El Mirador.